# Skate nos Jogos Sul-Americanos de 2022
As competições de skate nos Jogos Sul-Americanos de 2022 em Assunção, Paraguai, estão programadas para serem realizadas entre 1 e 2 de outubro de 2022 no Skatepark do Parque Olímpico de Assunção.

## Calendário
| P | Preliminares | F | Final |

| Evento↓/Data →   | Sáb 1 | Dom 2 |
| ---------------- | ----- | ----- |
| Street masculino | P     | F     |
| Street feminino  | P     | F     |

## Resumo de medalhas

### Quadro de medalhas
*   país anfitrião (PAR Paraguai)
| Pos.               | País               | Ouro | Prata | Bronze | Total |
| ------------------ | ------------------ | ---- | ----- | ------ | ----- |
| 1                  | BRA Brasil         | 1    | 1     | 1      | 3     |
| 2                  | PER Peru           | 1    | 0     | 0      | 1     |
| 3                  | COL Colômbia       | 0    | 1     | 1      | 2     |
| Total (3 entradas) | Total (3 entradas) | 2    | 2     | 2      | 6     |

### Medalhistas
| Evento           | Ouro                        | Prata                            | Bronze                              |
| ---------------- | --------------------------- | -------------------------------- | ----------------------------------- |
| Street masculino | Deivid Tuesta PER Peru      | Jhancarlos González COL Colômbia | João Lucas Alves Miranda BRA Brasil |
| Street feminino  | Gabriela Pereira BRA Brasil | Carla Dos Santos BRA Brasil      | Jazmín Álvarez COL Colômbia         |

## Participação
Nove nações participarão dos eventos de patinação sobre rodas dos Jogos Sul-Americanos de 2022.
- Argentina
- Bolívia
- Brasil
- Chile
- Colômbia
- Paraguai
- Peru
- Uruguai
- Venezuela